# Lalli (Kehtna)
Lalli is een plaats in de Estlandse gemeente Kehtna, provincie Raplamaa. De plaats heeft de status van dorp (Estisch: küla).

## Bevolking
Het dorp had 26 inwoners op 31 december 2011 en 27 inwoners op 31 december 2021.

## Ligging
Lalli ligt ten noordoosten van de vlek Lelle. Tussen Lelle en Lalli ontspringt de rivier Velise. Ten noorden van Lalli ligt het moerasgebied Lalli raba, dat onderdeel uitmaakt van het natuurpark Kõnnumaa maastikukaitseala (57,4 km²). De heuvel Paluküla hiiemägi, met 106 meter het hoogste punt van West-Estland, ligt in dit park.

## Geschiedenis
Lalli werd voor het eerst genoemd in 1453 onder de naam Worikonde. In 1695 heette het dorp Warikond, in 1712 Lalj, in 1844 Lalli. Vanaf het eind van de 15e eeuw lag het dorp op het landgoed van Kedenpäh (Keava).